# Belmonte de San José
Belmonte de San José (aragónul Belmont de Sant Chusé) település Spanyolországban, Teruel tartományban. Belmonte de San José La Codoñera, Fórnoles, La Cerollera, La Cañada de Verich és Torrevelilla községekkel határos. Lakosainak száma 135 fő (2024).

## Népesség
A település lakosságának változását az alábbi diagram mutatja:
| Lakosok száma | 142  | 147  | 142  | 145  | 126  | 120  | 113  | 113  | 136  | 135  |
|               | 2001 | 2004 | 2007 | 2009 | 2012 | 2014 | 2017 | 2019 | 2022 | 2024 |